# Microhyla nilphamariensis
Microhyla nilphamariensis là một loài ếch trong họ Microhylidae. Nó được tìm thấy tại Bangladesh, Ấn Độ, Nepal và miền bắc Pakistan.